# Giovanna Masciotta
, detta Vannetta (Lanzo, 2 settembre 1942) è un'ex schermitrice italiana, specializzata nel fioretto. Ha vinto due medaglie di bronzo ai Campionati mondiali di scherma.

## Palmarès

### Risultati élite
In carriera ha ottenuto i seguenti risultati:
Mondiali
Individuale
A squadre
- Bronzo nel fioretto a Buenos Aires 1962
- Bronzo nel fioretto a Danzica 1963

Campionati italiani
Individuale
- Oro nel fioretto nel 1967

A squadre

### Risultati giovani
Mondiali giovani
Individuale
- Argento nel fioretto a Il Cairo 1962
- Bronzo nel fioretto a Duisburg 1961

A squadre